# شفيق شيتو
شفيق شيتو (بالفرنسية: Shafiq Chitou)‏ (مواليد 23 مايو 1985) هو ملاكم بنيني، مثّل بلاده في الألعاب الأولمبية الصيفية 2012.

## روابط خارجية
شفيق شيتو على موقع أوليمبيديا (الإنجليزية)